# Tamagawa Yu
Yu Tamagawa (sinh ngày 14 tháng 6 năm 1996) là một cầu thủ bóng đá người Nhật Bản.

## Sự nghiệp câu lạc bộ
Yu Tamagawa đã từng chơi cho FC Ryukyu.